# Liste der Naturdenkmale in Neufra
| Naturdenkmale | Anzahl |
| ------------- | ------ |
| FND           | 3      |
| END           | 4      |
| Gesamt        | 7      |

Die Liste der Naturdenkmale in Neufra nennt die verordneten Naturdenkmale (ND) der im baden-württembergischen Landkreis Sigmaringen liegenden Gemeinde Neufra. In Neufra gibt es insgesamt sieben als Naturdenkmal geschützte Objekte, davon drei flächenhafte Naturdenkmale (FND) und vier Einzelgebilde-Naturdenkmale (END).
Stand: 1. November 2016.

## Flächenhafte Naturdenkmale (FND)
| Name                     | Bild | Kennung     | Einzelheiten | Position | Fläche Hektar | Datum        |
| ------------------------ | ---- | ----------- | ------------ | -------- | ------------- | ------------ |
| Hänsel- und Gretelfelsen | BW   | 84370820006 | Neufra       | ⊙        | 0,1           | 18. Mai 1971 |
| Torfelsen                |      | 84370820004 | Neufra       | ⊙        | 0,0           | 18. Mai 1971 |
| Uhufelsen                | BW   | 84370820007 | Neufra       | ⊙        | 0,1           | 18. Mai 1971 |
| Legende für Naturdenkmal |      |             |              |          |               |              |

## Einzelgebilde (END)
| Name                         | Bild | Kennung     | Einzelheiten | Position | Fläche Hektar | Datum        |
| ---------------------------- | ---- | ----------- | ------------ | -------- | ------------- | ------------ |
| Eichle                       | BW   | 84370820002 | Neufra       | ⊙        | 0,0           | 18. Mai 1971 |
| Kirchenlinde                 | BW   | 84370820003 | Neufra       | ⊙        | 0,0           | 18. Mai 1971 |
| Linde an der Hochbergkapelle | BW   | 84370820001 | Neufra       | ⊙        | 0,0           | 18. Mai 1971 |
| Schafhausbuche               | BW   | 84370820008 | Neufra       | ⊙        | 0,0           | 18. Mai 1971 |
| Legende für Naturdenkmal     |      |             |              |          |               |              |